# Pohled
Pohled (en allemand : Frauental) est une commune du district de Havlíčkův Brod, dans la région de Vysočina, en République tchèque. Sa population s'élevait à 742 habitants en 2020.

## Géographie
Pohled est arrosée par la Sázava et se trouve à 5 km à l'ouest de Havlíčkův Brod, à 24 km au nord-nord-est de Jihlava et à 102 km au sud-est de Prague.
La commune est limitée par Ždírec, Havlíčkův Brod et Krátká Ves au nord, par Stříbrné Hory à l'est, par Dlouhá Ves et Bartoušov au sud, et par Havlíčkův Brod et Kyjov à l'ouest.

## Histoire
La première mention écrite de la localité date du XIIIe siècle.

## Transports
Par la route, Pohled se trouve à 8,5 km de Havlíčkův Brod, à 35 km de Jihlava et à 121 km de Prague.